# Втрати 6-ї окремої мотострілецької бригади (РФ, Донбас)
У статті наведено подробиці втрат 6-ї окремої мотострілецької бригади,  збройного формування 2-го армійського корпусу окупаційних військ РФ на Донбасі.

## Війна на Донбасі
| п/п | Прізвище, ім'я                            | Звання, посада               | Місце смерті                      | Дата народження | Дата смерті |
| --- | ----------------------------------------- | ---------------------------- | --------------------------------- | --------------- | ----------- |
| 1.  | Максименко Сергій Олексійович             |                              | смт. Калинове                     | 04.06.1985      | 18.09.2014  |
| 2.  | Ющук Наталія Володимирівна                |                              | смт. Калинове                     | 15.10.1971      | 18.09.2014  |
| 3.  | Семенков Олександр Іванович               |                              | смт. Калинове                     | 01.01.1962      | 18.09.2014  |
| 4.  | Олешкевич Валерій Сергійович ("Барс")     | командир розвідувальної роти | смт. Калинове                     | 11.08.1965      | 20.09.2014  |
| 5.  | Здравков Сергій Іванович                  |                              | смт. Молодіжне (Алчевський район) | 06.11.1984      | 14.11.2014  |
| 6.  | Іванов Євген Геннадійович                 |                              | смт. Молодіжне (Алчевський район) | 21.05.1971      | 14.11.2014  |
| 7.  | Асташонок Олексій Миколайович             |                              | Первомайськ                       | 16.03.1987      | 20.11.2014  |
| 8.  | Ємельянов Андрій Володимирович ("Тополя") |                              | Троїцьке                          | 27.11.1974      | 23.01.2015  |
| 9.  | Гарибян (Мамаджанян) Карен Оганесович     |                              | Троїцьке                          | 10.10.1990      | 01.02.2015  |
| 10. | Кокошинський Костянтин Васильович         | старший лейтенант            | Троїцьке                          | 10.01.1977      | 02.02.2015  |
| 11. | Кутовий Сергій Сергійович                 |                              | Троїцьке                          | 06.02.1984      | 02.02.2015  |

## Вторгнення РФ в Україну (2022)
| п/п | Прізвище, ім'я                              | Звання, посада                                                                                | Місце смерті       | Дата народження | Дата смерті |
| --- | ------------------------------------------- | --------------------------------------------------------------------------------------------- | ------------------ | --------------- | ----------- |
| 1   | Михалюк Владислав Володимирович («Зелений») | доброволець                                                                                   |                    | 05.06.1996      | 01.03.2022  |
| 2.  | Гусаров Андрій Сергійович                   | майор, командир розвідувальної роти                                                           | поблизу м. Попасна | 03.10.1976      | 01.03.2022  |
| 3.  | Середин Ігор Сергійович                     | сержант, командир 1 мотострілецького відділення 1 взводу 4 роти 2 мотострілецького батальйону | поблизу м. Попасна | 20.01.1983      | 12.03.2022  |
| 4.  | Гонтаренко Володимир Сергійович             | рядовий                                                                                       | Попасна            | 18.05.2000      | 21.03.2022  |
| 5.  | Левін Данило Сергійович                     | лейтенант, командир 3 мотострілецького взводу 1 роти 2-го батальйону                          | поблизу м. Попасна | 18.10.1999      | 27.05.2022  |
| 6.  | Ткач Антон Євгенович                        |                                                                                               | Рубіжне            |                 | 30.05.2022  |
| 7.  | Суботін Артем Ігорович                      | командир танкової роти                                                                        |                    | 25.11.1988      | 07.06.2022  |
| 8.  | Кравцов Андрій Анатолійович                 | командир роти                                                                                 |                    | 17.11.1983      | 17.07.2022  |
| 9.  | Іванцов Валерій Сергійович                  | майор, командир роти 1-го батальйону                                                          |                    | 29.10.1972      | 15.09.2022  |
| 10. | Пуленко Євген                               |                                                                                               | Бахмут             | 20.12.1996      | 20.05.2023  |